# 暗茴魚
暗茴魚，為輻鰭魚綱鮭形目鮭科的其中一種，為溫帶淡水魚，分布於亞洲蒙古庫蘇古爾湖流域，體長可達30.6公分，棲息在底中層水域，生活習性不明。

## 擴展閱讀
維基物種上的相關：暗茴魚